# تل بطال شرقي
تل بطال شرقي قرية سوريّة تتبع إداريّاً لمحافظة حلب منطقة أعزاز ناحية أخترين، بلغ تعداد سكانها 656 نسمة حسب التعداد السكاني لعام 2004.